# Matthias Quad
Matthias Quad (1557-1613) est un graveur et cartographe de Cologne. Il est le premier cartographe européen à utiliser la ligne en pointillé pour indiquer les frontières internationales.

## Biographie
Matthias Quad est né et a appris la gravure aux Pays-Bas. En tant que graveur sur bois et sur pierre, Quad collabore avec l'éditeur de Cologne Johann Bussemacher pour publier un atlas de l'Europe en 1592. Cette œuvre est ensuite augmentée pour former le Geographisches Handtbuch (1599), avec plus de textes que de cartes, et ensuite en un vrai atlas, le Fasciculus Geographicus (1608).

## Œuvres

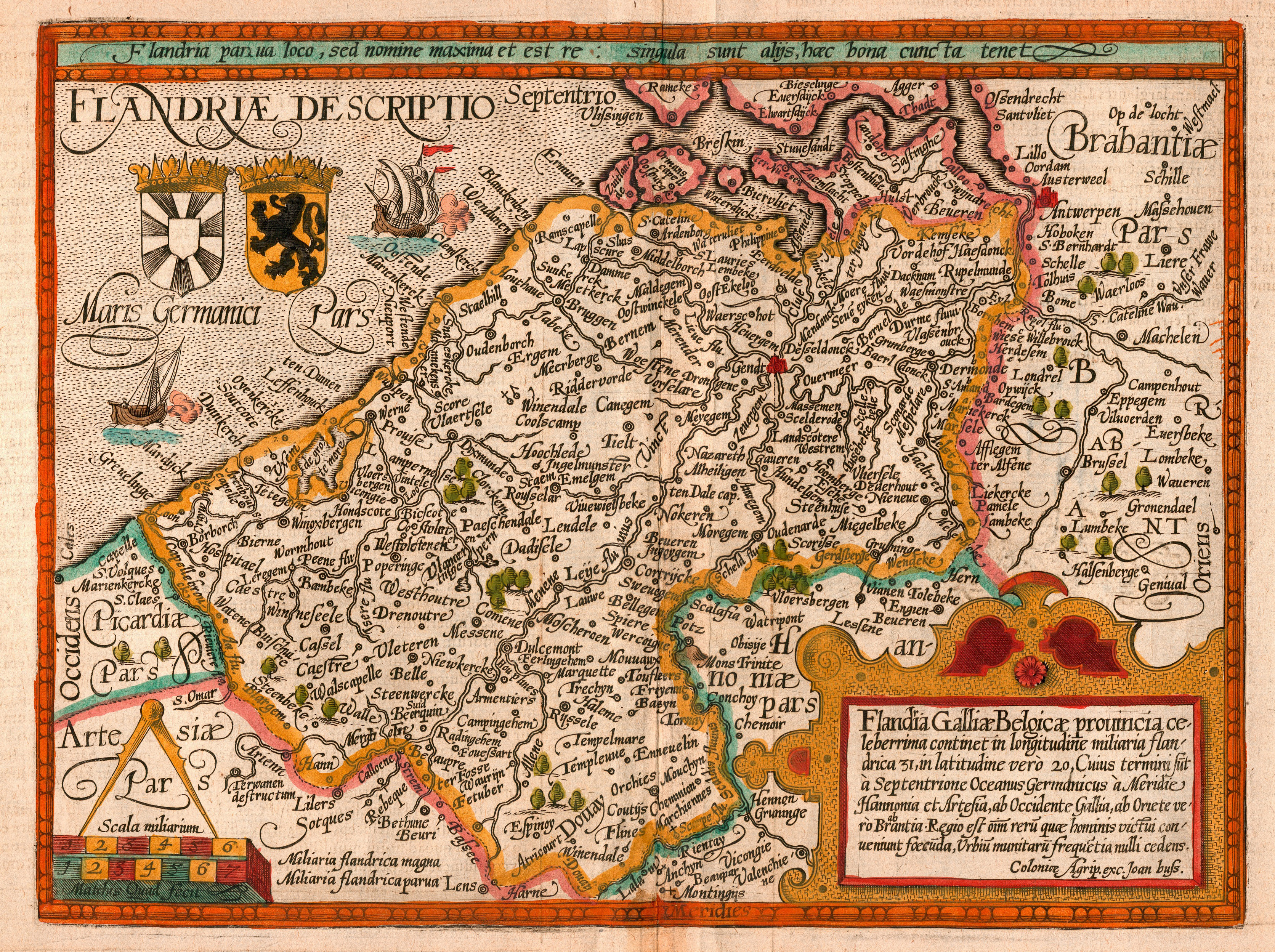
Carte du Comté de Flandres de 1609 par Matthias Quad (cartographe) et Johannes Bussemacher (graveur & éditeur à Cologne)

- Europea totius orbis terrarum praestantissimae..., 1592 (édition de 1596 sur Internet Archive)
- Globi terrestris compendium, 1598 (Google Books)
- Enchiridion Cosmographicum, 1599 (Google Books)
- Geographisches Handtbuch, 1599/1600 (Google Books)
- Deliciae Germaniae sive totius Germaniae itinerarium, 1600 (Google Books)
- Itinerarium Universae Germaniae, 1602 (Google Books)
- Deliciae Hispaniae et index viatorius indicans itinera, 1604 (Google Books)
- Fasciculus Geographicus, 1608 (Google Books)